# Font del Cambrot
La Font del Cambrot és una font del terme municipal de Castell de Mur, en territori del poble de Cellers, de l'antic municipi de Guàrdia de Tremp, al Pallars Jussà.
És a 462 msnm, a l'extrem nord-oriental de l'Obaga de Margarit, a la dreta del barranc de la Font de Margarit. És a més de 900 metres al sud-oest de Cellers. El Camí de la Font relliga aquesta font amb el poble de Cellers i amb la Font de Margarit.